# Mareba eresia
Mareba eresia är en insektsart som beskrevs av William Lucas Distant 1908. Mareba eresia ingår i släktet Mareba och familjen dvärgstritar.
Artens utbredningsområde är Ecuador. Inga underarter finns listade i Catalogue of Life.